# Sylvester Vizi
Sylvester E. Vizi (n. 31 decembrie 1936, Budapesta, Regatul Ungariei) este un neurofarmacolog maghiar, membru de onoare al Academiei Române (din 2004).
1. ↑   http://www.nas.gov.ua/UA/competition/Pages/winners.aspx?CompetitionID=092&Year=2004 Lipsește sau este vid: |title= (ajutor)